# 滨海布洛涅区
滨海布洛涅区是法国加来海峡省所辖的一个区。总面积640平方公里，总人口163159，人口密度255人/平方公里（1999年）。主要城镇为滨海布洛涅。

## 辖区
滨海布洛涅区辖有8个县,共有75个市镇。